# Арцванист
Арцванист (арм. Արծվանիստ) — село в Гегаркуникской области Армении.

## География
Село расположено в южной части марза, на южном берегу озера Севан, при автодороге , на расстоянии 53 километров к юго-востоку от города Гавар, административного центра области. Абсолютная высота — 1950 метров над уровнем моря.
Климат
Климат характеризуется как умеренно холодный, влажный (Dfb в классификации климатов Кёппена). Среднегодовая температура воздуха составляет 6,2 °C. Средняя температура самого холодного месяца (января) составляет −5,1 °С, самого жаркого месяца (июля) — 17,1 °С. Расчётная многолетняя норма атмосферных осадков — 508 мм. Наибольшее количество осадков выпадает в мае (86 мм).

## Население
| Год переписи | Население          | Население          | Население          | Население            | Население            | Население            |
| Год переписи | Наличное население | Наличное население | Наличное население | Постоянное население | Постоянное население | Постоянное население |
| Год переписи | Всего              | Мужчины            | Женщины            | Всего                | Мужчины              | Женщины              |
| ------------ | ------------------ | ------------------ | ------------------ | -------------------- | -------------------- | -------------------- |
| 2001         | 2839               | 1426               | 1413               | 3064                 | 1589                 | 1475                 |
| 2011         | 2486               | 1239               | 1247               | 2825                 | 1471                 | 1354                 |

| Год  | Численность | Численность |
| ---- | ----------- | ----------- |
| 1897 | 1253        | [ 8 ]       |
| 1926 | 1530        | [ 8 ]       |
| 1939 | 1662        | [ 8 ]       |
| 1959 | 1819        | [ 8 ]       |
| 1970 | 2596        | [ 8 ]       |
| 1979 | 2497        | [ 8 ]       |
| 1989 | 2524        | [ 8 ]       |
| 2001 | 3064        | [ 8 ]       |
| 2011 | 2825        | [ 9 ]       |